# Meng'er Zhang
Meng'er Zhang, née en 1987, est une actrice chinoise originaire de Nankin (Jiangsu, Chine). Elle est connue pour avoir interprété Xu Xialing dans le film Shang-Chi et La Légende des Dix Anneaux.

## Biographie
Meng'er Zhang est la fille d'un acteur et d'une scénographe. Elle s'est intéressée aux arts du théâtre afin de suivre les traces de sa mère. Avant de devenir actrice professionnelle, elle a joué dans des productions théâtrales et musicales à Nankin et à Shanghai. En 2009, elle est diplômée de l'Université des Arts de Nankin. Elle a fréquenté l'East 15 Acting School à Essex, et également l'Académie russe des arts du théâtre à Moscou.

## Carrière

### Début de carrière
En 2009, Meng'er Zhang a participé au concours de chant Super Girl en Chine et figurait parmi les 20 meilleures candidats à l'échelle nationale avant d'abandonner au profit de ses études à l'étranger. Elle a ensuite joué dans de nombreuses productions théâtrales. En 2013, dans une adaptation théâtrale chinoise intitulée Finding Destiny (寻找初恋) de la comédie musicale coréenne Finding Mr. Destiny, elle a joué le rôle principal féminin de Luo Yan. En 2017, elle a joué dans l'adaptation musicale chinoise de The Street of Dawn (黎明之街) où elle a interprété Nakanishi Akiba (仲系 秋叶), et dans Oliver Twist où elle a joué Le Renard. En 2019, elle est apparue dans In The Mood For Sorrow (马不停蹄的忧伤) où elle a été nommée pour le prix de la meilleure actrice principale au 13e Festival International de musique de Daegu.

### Hollywood
Shang-Chi et la Légende des Dix Anneaux marque son premier rôle au cinéma grand public. Avant d'être choisie, elle a envoyé une cassette d'audition pour interpréter une femme qui pouvait parler à la fois le mandarin et l'anglais. Après avoir été choisie pour Shang-Chi, elle a suivi un entraînement intensif d'arts martiaux. Au cours de la production du film, elle a suivi les conseils de Ben Kingsley sur la distinction entre le jeu de scène et le jeu de caméra. Le réalisateur Destin Daniel Cretton l'a également entraînée à jouer à l'écran car elle avait peu d'expérience avec le cadrage de caméra. Sa présence dans le film a été révélée lors du Disney Investor Day en décembre 2020.

## Vie privée
Le 10 mai 2021, Meng'er Zhang a épousé Yung Lee, qu'elle a rencontré sur le tournage de Shang-Chi. Les acteurs et l'équipe du film, dont Simu Liu et Awkwafina, ont organisé une réception de mariage surprise pour eux à Disneyland.

## Filmographie

### Cinéma
| Année | Titre                                   | Rôle       |
| ----- | --------------------------------------- | ---------- |
| 2021  | Shang-Chi et la Légende des Dix Anneaux | Xu Xialing |

### Théâtre
| Année | Titre                                     | Rôle                      | Remarques                                                                                                 |
| ----- | ----------------------------------------- | ------------------------- | --- |
| 2013  | Finding Destiny 《寻找初恋》              | Luo Yan 骆颜              | |
| 2014  | The Miraculous Journey of Edward Tulane   |                           | |
| 2016  | L'Envoûté                                 |                           | |
| 2017  | The Street of Dawn 《黎明之街》           | Nakanishi Akiba 仲系 秋叶 | |
| 2017  | Oliver Twist                              | Le Renard                 | |
| 2019  | In The Mood For Sorrow 《马不停蹄的忧伤》 | Lin Baosheng 林宝笙       | Nommée pour le prix de la meilleure actrice principale au 13e Festival International de musique de Daegu. |